# Diocesi di Larantuka
La diocesi di Larantuka (in latino: Dioecesis Larantukana) è una sede della Chiesa cattolica in Indonesia suffraganea dell'arcidiocesi di Ende. Nel 2021 contava 245.692 battezzati su 293.896 abitanti. È retta dal vescovo Franciscus Kopong Kung.

## Territorio
La diocesi comprende le reggenze di Flores Orientale e Lembata nella provincia indonesiana di Nusa Tenggara Orientale. Il suo territorio copre la parte orientale dell'isola di Flores, e per intero le isole di Lembata, Adonara e Solor.
Sede vescovile è la città di Larantuka, dove si trova la cattedrale della Regina del Rosario.
Il territorio si estende su 3.751 km² ed è suddiviso in 51 parrocchie.

## Storia
Il vicariato apostolico di Larantuka è stato eretto l'8 marzo 1951 con la bolla Omnium Ecclesiarum di papa Pio XII, ricavandone il territorio dal vicariato apostolico delle Isole della Piccola Sonda (oggi arcidiocesi di Ende), e dal vicariato apostolico di Atambua (oggi diocesi).
Il 3 gennaio 1961 il vicariato apostolico è stato elevato a diocesi con la bolla Quod Christus di papa Giovanni XXIII.
Il 25 gennaio 1982 ha ceduto l'isola di Alor alla diocesi di Kupang (oggi arcidiocesi).

## Cronotassi dei vescovi
Si omettono i periodi di sede vacante non superiori ai 2 anni o non storicamente accertati.
- Gabriel Manek, S.V.D. † (8 marzo 1951 - 3 gennaio 1961 nominato arcivescovo di Ende)
- Antoine Hubert Thijssen, S.V.D. † (3 gennaio 1961 - 23 febbraio 1973 dimesso)
- Darius Nggawa, S.V.D. † (28 febbraio 1974 - 16 giugno 2004 ritirato)
- Franciscus Kopong Kung, succeduto il 16 giugno 2004

## Statistiche
La diocesi nel 2021 su una popolazione di 293.896 persone contava 245.692 battezzati, corrispondenti all'83,6% del totale.
| anno | popolazione | popolazione | popolazione | presbiteri | presbiteri | presbiteri | presbiteri                | diaconi | religiosi | religiosi | parrocchie |
| anno | battezzati  | totale      | %           | numero     | secolari   | regolari   | battezzati per presbitero | diaconi | uomini    | donne     | parrocchie |
| ---- | ----------- | ----------- | ----------- | ---------- | ---------- | ---------- | ------------------------- | ------- | --------- | --------- | ---------- |
| 1969 | 163.352     | 332.986     | 49,1        | 55         | 5          | 50         | 2.970                     |         | 72        | 131       | 30         |
| 1980 | 207.753     | 408.000     | 50,9        | 46         | 9          | 37         | 4.516                     |         | 83        | 141       | 30         |
| 1990 | 222.717     | 276.061     | 80,7        | 52         | 20         | 32         | 4.283                     |         | 43        | 152       | 31         |
| 1998 | 217.326     | 217.326     | 100,0       | 99         | 70         | 29         | 2.195                     |         | 44        | 195       | 33         |
| 2001 | 230.375     | 247.268     | 93,2        | 107        | 81         | 26         | 2.153                     |         | 44        | 208       | 37         |
| 2002 | 246.614     | 274.773     | 89,8        | 116        | 79         | 37         | 2.125                     |         | 59        | 234       | 37         |
| 2003 | 250.311     | 276.231     | 90,6        | 123        | 82         | 41         | 2.035                     |         | 63        | 253       | 37         |
| 2004 | 256.280     | 274.373     | 93,4        | 135        | 100        | 35         | 1.898                     |         | 58        | 269       | 37         |
| 2013 | 254.958     | 322.530     | 79,0        | 140        | 107        | 33         | 1.821                     |         | 175       | 271       | 48         |
| 2016 | 239.140     | 299.148     | 79,9        | 148        | 111        | 37         | 1.615                     | 57      | 177       | 276       | 48         |
| 2019 | 249.540     | 303.694     | 82,2        | 139        | 105        | 34         | 1.795                     |         | 263       | 203       | 49         |
| 2021 | 245.692     | 293.896     | 83,6        | 145        | 101        | 44         | 1.694                     |         | 229       | 225       | 51         |